# Clark Island (New South Wales)

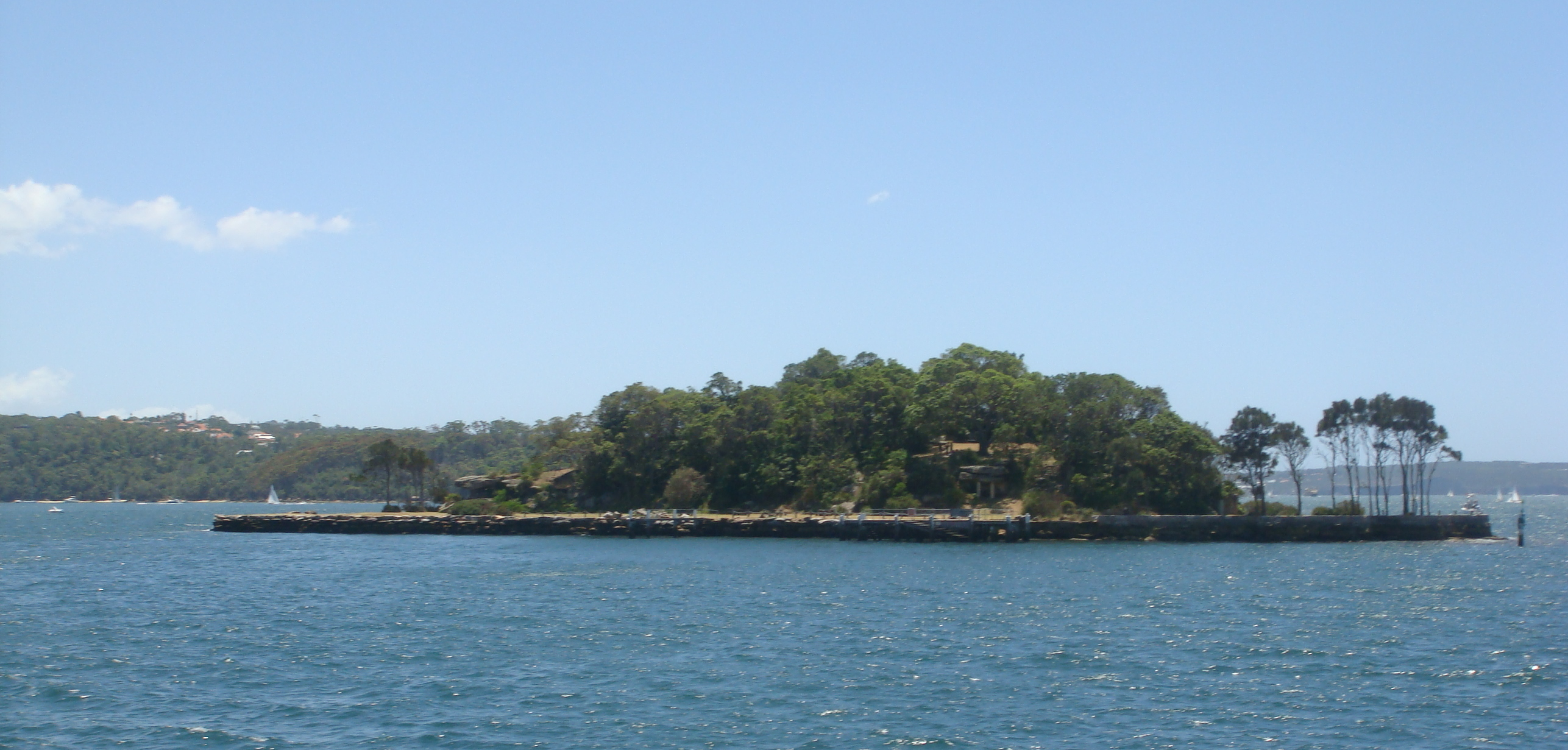
Clark Island

Clark Island är en ö i Sydneys hamn, Australien. Ön ligger utanför Sydneyförorten Darling Point, i den östra delen av hamnen mellan Harbour Bridge och hamninloppet.
Ön har fått sitt namn från löjtnant Ralph Clark i First Fleet, som underhöll en köksträdgård på ön. Idag är ön obebodd och utgör en del av Sydney Harbour National Park.